# Club Esportiu Utiel
El Club Esportiu Utiel és un club de futbol de la ciutat d'Utiel (Plana d'Utiel-Requena, Comunitat Valenciana). Va ser fundat en 1923. El seu estadi és La Celadilla. Actualment juga al grup VI de la Tercera divisió.

## Uniforme
- Vestuari titular: samarreta roja, pantalons negres i mitges roges
- Vestuari suplent: samarreta blanc-i-blava, pantalons blaus i mitges blanc-i-blaves